# Видин
Вижте пояснителната страница за други значения на Видин.
Вѝдин е град в Северозападна България, разположен на десния бряг на река Дунав. Той е административен и стопански център на едноименните община Видин и област Видин. Населението на града по данни от преброяването през септември 2021 г. е 35 784 жители. По данни на ГРАО към 15 юни 2024 г. в града живеят 44 102 души по настоящ адрес и 54 536 души по постоянен адрес.

## География

### Местоположение
Градът е разположен на десния бряг на река Дунав, в която се намират румънските острови Малък Калафат и Голям Калафат и българските Кутово (или Голия остров), Голям близнак и Малък близнак. Срещу Видин е разположен град Калафат, Румъния. Видин се намира на 58 km от Лом, на 87 km от Монтана, на 125 km от Враца, на 197 km от столицата София, на 346 km от Пловдив, на 501 km от Варна и на 581 km от Бургас.
В землището на град Видин се намира и село Новоселци, което няма собствено землище.
| Климатични данни за Видин (1931 – 1970), рекорди от 1926 – 1970 | Климатични данни за Видин (1931 – 1970), рекорди от 1926 – 1970 | Климатични данни за Видин (1931 – 1970), рекорди от 1926 – 1970 | Климатични данни за Видин (1931 – 1970), рекорди от 1926 – 1970 | Климатични данни за Видин (1931 – 1970), рекорди от 1926 – 1970 | Климатични данни за Видин (1931 – 1970), рекорди от 1926 – 1970 | Климатични данни за Видин (1931 – 1970), рекорди от 1926 – 1970 | Климатични данни за Видин (1931 – 1970), рекорди от 1926 – 1970 | Климатични данни за Видин (1931 – 1970), рекорди от 1926 – 1970 | Климатични данни за Видин (1931 – 1970), рекорди от 1926 – 1970 | Климатични данни за Видин (1931 – 1970), рекорди от 1926 – 1970 | Климатични данни за Видин (1931 – 1970), рекорди от 1926 – 1970 | Климатични данни за Видин (1931 – 1970), рекорди от 1926 – 1970 | Климатични данни за Видин (1931 – 1970), рекорди от 1926 – 1970 |
| Месеци                                                          | яну.                                                            | фев.                                                            | март                                                            | апр.                                                            | май                                                             | юни                                                             | юли                                                             | авг.                                                            | сеп.                                                            | окт.                                                            | ное.                                                            | дек.                                                            | Годишно                                                         |
| Абсолютни максимални температури (°C)                           | 18,5                                                            | 21,5                                                            | 28                                                              | 32                                                              | 36,5                                                            | 38,8                                                            | 40,8                                                            | 41                                                              | 40,5                                                            | 32                                                              | 26                                                              | 20,2                                                            | 41                                                              |
| Средни максимални температури (°C)                              | 1,2                                                             | 4,6                                                             | 10,4                                                            | 18,3                                                            | 23,7                                                            | 27,5                                                            | 30,1                                                            | 29,8                                                            | 25,4                                                            | 17,9                                                            | 9,8                                                             | 4                                                               | 16,9                                                            |
| Средни температури (°C)                                         | −2,2                                                            | 0,4                                                             | 5,1                                                             | 12,1                                                            | 17,2                                                            | 20,7                                                            | 22,9                                                            | 22                                                              | 17,9                                                            | 11,6                                                            | 6                                                               | 0,7                                                             | 11,2                                                            |
| Средни минимални температури (°C)                               | −6                                                              | −3,7                                                            | 0,2                                                             | 5,9                                                             | 10,6                                                            | 14                                                              | 15,5                                                            | 14,5                                                            | 11                                                              | 6,1                                                             | 2,5                                                             | −2,5                                                            | 5,7                                                             |
| Абсолютни минимални температури (°C)                            | −32,5                                                           | −30,9                                                           | −26,6                                                           | −5,5                                                            | −0,1                                                            | 5,1                                                             | 7,6                                                             | 5,5                                                             | −0,3                                                            | −5,5                                                            | −13,6                                                           | −24,5                                                           | −32,5                                                           |
| Средни месечни валежи (mm)                                      | 41                                                              | 37                                                              | 40                                                              | 51                                                              | 64                                                              | 69                                                              | 47                                                              | 38                                                              | 36                                                              | 49                                                              | 56                                                              | 53                                                              | 581                                                             |
| --------------------------------------------------------------- | --------------------------------------------------------------- | --------------------------------------------------------------- | --------------------------------------------------------------- | --------------------------------------------------------------- | --------------------------------------------------------------- | --------------------------------------------------------------- | --------------------------------------------------------------- | --------------------------------------------------------------- | --------------------------------------------------------------- | --------------------------------------------------------------- | --------------------------------------------------------------- | --------------------------------------------------------------- | --------------------------------------------------------------- |
|                                                                 |                                                                 |                                                                 |                                                                 |                                                                 |                                                                 |                                                                 |                                                                 |                                                                 |                                                                 |                                                                 |                                                                 |                                                                 |                                                                 |

### Квартали
- Акджамия
- Александър Стамболийски
- Баба Тонка
- Бонония
- Васил Левски
- Вида
- Възраждане
- Гео Милев
- Георги Бенковски
- Калето
- Крум Бъчваров
- Кумбаир
- Нов път
- Панония
- Петко Каравелов
- Плиска
- Строител
- Стефан Стамболов
- Съединение
- химик
- Христо Ботев
- Център

## История
Видин е град с многовековна история. Създаден е още през древността. През годините е носил последователно имената: Дунония (ІІІ век пр.н.е.); Донавия (трак.); Дий; Бонония (рим.); Бъдин (VII в. – началото на X в.); Бдин (Х-XV в.); Бънин; Будим; Будин; Бодин (1569); Видини (гръцки); Видин; Пидин; Бидин; Бодин; Кираденум; Бишитери; Ведин (1669); Видин (тур.). Възникнал е на мястото на древното келтско селище Дунония, където римляните по-късно построяват крепостен град с името Бонония, който българите наричат Бдин (свързвайки го и с глагола бдя/и).
По време на Римската империя е сред главните градове на провинция Горна Мизия, обхващаща земи от днешна Северозападна България и Източна Сърбия.
По време на Втората българска държава цар Иван Александър поверява управлението на Видинското деспотство на сина си от първата съпруга влахинята Теодора Басараб Иван Срацимир, като го коронясва за цар, който се отделя от Търновското царство и създава Бдинското (Видинското) царство, което по-късно е покорено от османските турци през 1396 г.
През 1444 г. Видин е обсаждан от Владислав Варненчик, а през 17 и 18 век е превземан от австрийците, нападан от унгарците и румънците. Цар Иван Срацимир има сестра Доротея Българска, женена за Твърдко I; негова съпруга е Анна Басараб, чиято сестра Анка Басараб е женена за неговия първи братовчед и цар на Душановото царство Стефан Урош V.
Като част от Османската империя Видин е важен административен и икономически център (пашалък). От 1400 до 1700 г. Видин е в буферна зона между Османската държава и Свещената Римска империя (Австрия) и многократно е превземан от австрийски войски.
Според късносредновековни регистри (средата на 18 век) от Видинско са били изнасяни в значителни количества дивечови кожи (от дива котка, кафява мечка, язовец, видра, лисица, благороден елен, вълк, див заек и дори рис). Удивително е, че от рис били изнесени 66 кожи. Има запазени данни и за изнесени 452 варела с рибен хайвер.
През 1738 г. във Видин населението е преобладаващо турско. За известно време е управляван фактически самостоятелно, когато Осман Пазвантоглу е бил владетел на Видинско – от 1798 до 1807 г. През 1806 г. бившият еничар Осман Пазвантоглу затваря няколкостотин миряни и свещеници от Видин и околността, воглаве с владиката Калиник в църквата „Св. Петка“ и ги изколва пред олтара. Градът е център на въстания през 1773 и 1850 г.
Обсадата на Видин по време на Сръбско-българската война от 1885 г. завършва с успех за българите, които отбиват всички пристъпи на сръбската армия.
В първите години на XX век градът е известен с трайната си подкрепа за Демократическата партия. При избухването на Балканската война през 1912 г. 19 души от Видин са доброволци в Македоно-одринското опълчение.
През 1950 – 1952 година, по време на колективизацията, 57 семейства (173 души) от града са принудително изселени от комунистическия режим.
Видин, като център на селскостопански район, традиционно развива свързано промишлено производство – известна е местната винарска изба „Новоселска гъмза“ (по името на Ново село, където обаче с производство на вино се занимава ЛВК „Ново село“), създават се млекоцентрала, консервно, мебелно и шивашко предприятия, цигарена и порцеланова фабрики, развива се бурно през 1950-те години заводът за водни помпи след усвояване на съветски модели и насочване на 95% от продукцията към големия пазар на СССР.
През 70-те и 80-те години на XX век градът бързо се разраства благодарение на новия Химически комбинат „Видахим“ (със завода за полиамидни влакна „Видлон“, завода за автомобилни гуми „Вида“, ремонтно-механичния завод, ТЕЦ „Видин“), станал основата на Държавното стопанско обединение „Видахим“ (с Научноизследователския институт по полиамидни влакна). Заводът за помпи „Георги Димитров“ прераства в комбинат и после в ДСО „Випом“ (включвайки и новия Научноизследователски институт за помпи), превръщайки се в най-големия производител на помпи на Балканите. В структурата на млекокомбината също е създаден научно-приложен развоен институт – НИИ по млечна промишленост, първият в отрасъла извън столицата. Създадени са също Тютюневият комбинат (на базата на Цигарената фабрика), Керамичният комбинат, Мебелният завод „Бдин“ (отделно от мебелната кооперация), Заводът за ризи „Вида“ (конкуриращ се с ТПК „Боян Чонос“ в износа), веригата магазини „Финес“ (стоки за бита, парфюмерия и козметика) и други предприятия.
Освен с вината си Видин се слави с автомобилните си гуми, водни помпи, мъжки ризи, цигари и редица други продукти, много от тях успешно изнасяни не само в СИВ, но и в развиващите си и в развитите страни. Благодарение на видинската фабрика България става шестата страна в света, усвоила производството на изделия от финия костен порцелан.
След 1990 г. и прехода към пазарна икономика в България промишлените предприятия в града бързо западат и се сгромолясват под влиянието на редица фактори.

## Население
Численост на населението според преброяванията през годините:
- 1880 – 13 704 души
- 1887 – 14 772 души
- 1910 – 16 450 души

| \| Година на преброяване \| Численост \| \| --------------------- \| --------- \| \| 1934 \| 18 740 \| \| 1946 \| 18 759 \| \| 1956 \| 24 170 \| \| 1965 \| 37 128 \| \| 1975 \| 53 529 \| \| 1985 \| 62 484 \| \| 1992 \| 62 691 \| \| 2001 \| 57 395 \| \| 2011 \| 48 071 \| \| 2021 \| 35 784 \| |           |
| Година на преброяване | Численост |
| 1934 | 18 740    |
| 1946 | 18 759    |
| 1956 | 24 170    |
| 1965 | 37 128    |
| 1975 | 53 529    |
| 1985 | 62 484    |
| 1992 | 62 691    |
| 2001 | 57 395    |
| 2011 | 48 071    |
| 2021 | 35 784    |

Видин е 22-рият по големина областен град в България. Населението на цяла Северозападна България намалява още от 1946 г., като особено чувствително е намалението на област Видин, която от 1946 г. се е стопила наполовина. В много от общините се наблюдава обезлюдяване (делът на пенсионерите е над 30%). Понастоящем област Видин е най-малката по население в България, докато по територия е на 15 място от всичко 28 области. Дори области с много по-неблагоприятни условия за живот и по-малки територии, като област Смолян, област Кърджали са с по-многобройно население. Към 2009 г. населението на област Видин е 108 067 души. Без спешна политика за незабавно спиране хода на емиграционните процеси във Видинско и цяла Северозападна България в бъдеще областта може да се обезлюди подобно на Странджа, където гъстотата е едва 10 – 12 души/km² при средна гъстота за България 70,3 души/km².
Долната таблица показва изменението на населението на града в периода от 1887 до 2013 г.
| Видин | Видин | Видин | Видин | Видин | Видин | Видин | Видин | Видин | Видин | Видин | Видин | Видин | Видин | Видин | Видин | Видин | Видин |
| --- | ----- | ----- | ----- | ----- | ----- | ----- | ----- | ----- | ----- | ----- | ----- | ----- | ----- | ----- | ----- | ----- | ----- |
| година | 1887  | 1910  | 1934  | 1946  | 1956  | 1965  | 1975  | 1985  | 1992  | 2001  | 2005  | 2007  | 2009  | 2011  | 2013  | 2015  | 2021  |
| население | 14772 | 16450 | 18465 | 18481 | 23932 | 36835 | 53091 | 62693 | 62691 | 57614 | 52558 | 50547 | 49471 | 48071 | 46068 | 43595 | 35784 |
| Източници: Национален статистически институт, „Citypopulation.de“, „Pop-stat.mashke.org“ и Географски институт при БАН |       |       |       |       |       |       |       |       |       |       |       |       |       |       |       |       |       |

Преброяване на населението през 2011 г.
Численост и дял на етническите групи според преброяването на населението през 2011 г.:
|                     | Численост | Дял (в %) |
| Общо                | 48071     | 100,00    |
| Българи             | 40550     | 84,35     |
| Турци               | 60        | 0,12      |
| Цигани              | 3335      | 6,93      |
| Други               | 199       | 0,41      |
| Не се самоопределят | 280       | 0,58      |
| Неотговорили        | 3647      | 7,58      |

## Управление

### Избори за общински кмет
- 1995 г.: Иван Симеонов (Предизборна коалиция БСП, БЗНС Александър Стамболийски, ПК Екогласност) печели на първи тур с 60 % срещу Борис Спасов (Обединена демократична опозиция).
- 1999 г.: Иван Ценов (ОДС) печели на първи тур с 56 % срещу Кръсто Спасов (БСП, БЗС Александър Стамболийски, ПК Екогласност, БКП Георги Димитров, БЕКП).
- 2003 г.: Иван Ценов („Всички за Видин“) печели на втори тур с 52 % срещу Добромир Тодоров (БСП, ПД Социалдемократи, ОБТ, БЗС Александър Стамболийски).
- 2007 г.: Румен Видов (ГЕРБ) печели на втори тур с 65 % срещу Иван Ценов (Коалиция „За Видин“).
- 2011 г.: Герго Гергов (БСП, ЗСАС) печели на втори тур с 53,26 % срещу Владимир Тошев (ГЕРБ).
- 2015 г.: Огнян Ценков (ГЕРБ) печели на втори тур.
- 2019 г.: Цветан Ценков кандидат на местната коалиция СДС (НДСВ, Нова алтернатива, ЗНС, БЗНС, БДС), печели изборите във Видин c 57,8 % пред Огнян Ценков.

### Международни отношения
Побратимени градове:
- Демре, Турция
- Зайчар, Сърбия
- Калафат, Румъния
- Уест Карълтън, Охайо, САЩ
- Ровно, Украйна
- Ходмезьовашархей, Унгария

Градове партньори:
- Дебър, Северна Македония
- Дегендорф, Германия
- Леко, Италия
- Улм, Германия

## Икономика
Днес в града възстановява работа заводът за автомобилни гуми. Работи с около 200 работници също и заводът за помпи „Випом“, както и заводът за ризи „Вида“ (в ликвидация). Бившият Научноизследователски институт по млечна промишленост е производствена база на „ЕлБи булгарикум“ (наследник на ДСО „Млечна промишленост“ и носител на авторските права по българския щам за кисело мляко).
Има чувствителен отрицателен ръст на населението поради миграционни процеси, произтичащи от безработицата в града и района. В резултат в града почти не са останали специалисти в повечето области на икономиката. Това създава сериозни трудности пред фирмите, които възнамеряват да инвестират.

### Туризъм
Туризмът във Видин е представен основно чрез фирмите, предлагащи хотелиерски услуги, заведенията за обществено хранене и лицензираните туристически агенции. Природните и културни забележителности на града и неговата богата история, превръщат района в интересно място за различните видове туризъм.

### Крайградски зони за отдих
„Орляка“ – разположена на дунавския бряг на 4 км североизточно от града; обхваща къмпинг „Дунав“ с 30 бунгала и ресторант. Има много добри условия за краткотраен отдих с условия за водни спортове и риболов. В непосредствена близост е фериботът Видин – Калафат (Румъния). Посещава се от транзитни български и чуждестранни туристи. Обслужва се от асфалтиран път.
„Божурица“ – обособена в единствената високостеблена дъбова гора в Северозападна България, разположена на 18 км югозападно от града, отвъд гр. Дунавци, между селата Синаговци, Ивановци и Милчина лъка. Има малък язовир. Наличната база за отдих е с общ капацитет около 600 легла. Включва туристическата хижа „Божурица“ и бази за отдих на ведомства, стопански предприятия и обществени организации.
Съществуват добри условия за краткотраен и дълготраен отдих в лесопарка среда и водната площ за плуване, гребане и риболов. Големи са възможностите за излети и разходки в околностите. Изобилстват гъби, горски плодове и билки. Наличието на едър и дребен дивеч (елени лопатари, сърни, диви свине, зайци, фазани и др.) разкрива условия за практикуване на ловен спорт. Много добра транспортна достъпност чрез редовни автобусни линии между града и околните селища. От 2014 г. местността е дом на скоростните етапи на рали „Вида“.
„Рациария“ – намира се на 17 км южно от Видин на брега на р. Дунав. Обрасла с акации, цер и ясен, тя разкрива панорамни изгледи към реката. В зоната има добри условия за краткотраен отдих край водно течение с риболов, пешеходен и познавателен туризъм, индивидуален вилен отдих. В непосредствена близост е археологическия обект Рациария – останки от времето на римското владичество.

### Транспорт
Видин е първото голямо пристанище в страната по течението на Дунав и начална точка на Републикански път I-1, водещ до границата с Гърция при Кулата. На 2 km от града е разположен фериботният комплекс Видин – Калафат. През 2013 г. той е заменен от втори мост по българското течение на реката, наречен „Нова Европа“ (известен по-рано като „Дунав мост 2“ или „мост Видин – Калафат“). През юли 2022 г. е отворена процедура за възобновяване на ферибота Видин – Калафат.

През Видин преминават 2 европейски транспортни коридора – 4-ти и 7-и. Тук е крайната гара на железопътната линия София – Враца – Видин. През 2010 г. с пари по програма ИСПА и заем от ЕИБ са изградени нова товарна ж.п. гара извън града, нова сграда на пътническата ж.п. гара Видин и участъка от товарната гара до Дунав мост 2.
Във Видин има 4 градски автобусни линии:
| Линия      | Маршрут |
| ---------- | --- |
| Линия № 1: | Гарата – Музея – Общински пазар – Старата болница – ОРБ „Св. Петка“ – Църквата – Мелницата – „Товарни превози“ – Ферибот и обратно по маршрута. Маршрут по направление: Гарата – ТЕЦ: Гарата – х-л „Ровно“ – „120 апартамента“ – КАТ – ТИХ – „Кнауф“ – „Селището“ – „Видахим“ 1 – „Видахим“ 2 – ТЕЦ и обратно по маршрута. |
| Линия № 4: | „Селище“ – Гарата – „Калето“ – „Панония“ – „Видахим“ – „Вапцаров“ – Английска гимназия – Нафтопункт – Мелницата – „Панония“ бл. 10 – „Панония“ бл. 4 – „Вида Стил“ – ж.к. „Вида“ – „Куклите“ – Нова баня – бл. „Кокиче“ – ж.к. „Баба Тонка“ бл. 3 – Гарата. Маршрут по направление: Гарата – ТЕЦ: Гарата – х-л „Ровно“ – „120 апартамента“ – КАТ – ТИХ – „Кнауф“ – „Селището“ – „Видахим“ 1 – „Видахим“ 2 – ТЕЦ и обратно по маршрута.                                                                        |
| Линия № 5: | „Селище“ – Гарата – „Панония“ – „Калето“. Маршрут: Гарата – ж.к. „Баба Тонка“ бл. 6 – ж.к. „Хр. Ботев“ – Нова баня – „Куклите“ – ж.к. „Вида“ – „Вида Стил“ – „Панония“ бл. 4 – „Панония“ бл. 10 – Мелницата – Нафтопункт – Английска гимназия – кино „Вапцаров“ – Военно поделение – Куклен театър – бл. „Лотос“ – Музея – Гарата. Маршрут по направление: Гарата – ТЕЦ: Гарата – х-л „Ровно“ – „120 апартамента“ – КАТ – ТИХ – „Кнауф“ – „Селището“ – „Видахим“ 1 – „Видахим“ 2 – ТЕЦ и обратно по маршрута. |
| Линия № 6: | „Бл. 120 апартамента“ – Гарата – „Панония“ – Нов гробищен парк. Маршрут: „120 апартамента“ – Гарата – Музея – бл. „Лотос“ – Куклен театър – Военно поделение – Кино „Вапцаров“ – ГПЧЕ – Нафтопункт – Мелницата /Кумбаир/ – „Панония“ бл. 10 – „Панония“ бл. 4 – „Вида Стил“ – ж.к. „Вида“ – „Ал. Самболийски“ бл. 6 – „Плиска“ бл. 6 – бл. „Кокиче“ – „Перчински“ – ж.к. „Строител“ – Стар гробищен парк – Нов гробищен парк и обратно по маршрута.                                                           |

### Банки
В града действат клонове на следните банки: ДСК, Уникредит Булбанк, ОББ, KBC Банк, ПИБ, Пощенска банка, Ти Би Ай Кредит, ЦКБ, Инвестбанк, Тексим Банк, Алианц Банк, БНП Париба.

## Образование

### Училища[24]
- Филиал на Русенския университет „Ангел Кънчев“
- Гимназия с преподаване на чужди езици „Йордан Радичков“
- Природоматематическа гимназия „Екзарх Антим I“
- Средно училище „Цар Симеон Велики“
- Средно училище „Св. св. Кирил и Методий“
- Средно училище „Петко Рачов Славейков“
- Професионална гимназия „Проф. д-р Асен Златаров“
- Професионална гимназия по текстил и хранене „Михалаки Георгиев“
- Професионална техническа гимназия „Васил Левски“
- Основно училище „Иван Вазов“
- Основно училище „Любен Каравелов“
- Основно училище „Епископ Софроний Врачански“
- Основно училище „Отец Паисий“
- Основно училище „Свети Климент Охридски“
- Помощно училище „Д-р Петър Берон“
- Градско ученическо общежитие
- Ресурсен център за подпомагане на интегрираното обучение и възпитание на деца и ученици със специални образователни потребности

### Детски градини[25]
- Детска градина № 1 „Желязко Попниколов“
- Обединено детско заведение № 10 „Радост“
- Обединено детско заведение № 11 „Славейче“
- Обединено детско заведение № 13 „Вида“
- Обединено детско заведение № 16 „Русалка“
- Обединено детско заведение № 18 „Щастливо детство“
- Целодневна детска градина № 3 „Детелина“
- Целодневна детска градина № 4 „Васил Левски“
- Целодневна детска градина № 8 „Здравец“
- Целодневна детска градина № 9 „Арабела“
- Целодневна детска градина № 14 „Зорница“
- Целодневна детска градина № 15 „Незабравка“
- Целодневна детска градина № 17 „Синчец“
- Целодневна детска градина № 19 „Звънче“

## Паркове и градини

### Крайдунавска градска градина
Има исторически утвърден характер и запазена оригинална планова композиция. Решена е в пейзажен стил, в който хармонично се вписват боскетните форми на чемширите (характерни по форма за австрийските барокови паркове). Тази своеобразна смесица на стилове – пейзажен (носещ характера на английските паркове с редуване на открити и закрити пространства, където се разчита на ефекта от дървесните групи и поляни) и боскетни барокови форми на храстите, създава своя хармония и носи качества на нов стил, който можем да се определи като типично български.
Изграждането на крайдунавската градина става в 4 основни етапа: 1878 – 1899 г., 1911 – 1928 г., 1928 – 1939 г. (когато обхваща територията до Телеграф капия) и до 1960 г. (до крепостта Баба Вида). В парка има значими архитектурни паметници (театър „Вида“, джамията и библиотеката на Пазвантоглу, Телеграф капия, Турската поща, крепостта Баба Вида), археологически (трасето на турската крепостна стена), мемориални обекти, панорамни и наблюдателни пунктове, създаващи зрителен контакт с околната архитектурна рамка и река Дунав, много кътове за развлечения и отмора.

### Други паркове и градини
- Парк „Рова“ (Градина над рова) – на затрупаната част от рова, опасвал каменните стени на градската крепост, ограждали Стария град (кв. „Калето“).
- Парк „Владикина бахча“ (северните 3/4 от бившия парк „Толбухин“) – пред стадиона; там е била лятната резиденция на Видинския владика.
- Парк „Белите брези“ (южната 1/4 от бившия парк „Толбухин“) – до ж.к. „Христо Ботев“, изцяло с вековни дървета.
- Парк „Нора Челеби Пизанти“ – до централните гробища.
- Лесопарк „Майски лес“ – близо до колодрума.
- Ловен парк – лесопарк край града.

Някои от крайградските паркове са с увредени зони, където повечето от дърветата са изсечени, а на места са превърнати на сметища.
Около големите обществени сгради – църкви, училища, детски градини, общинска болница и предприятия, са оформени китни цветни градини и озеленени площи, придаващи на града свежест, чистота и уют.

## Държавни институции
Във Видин действат всички териториални административни структури към съответните министерства и агенции, характерни за областен град, както и някои специфични. По-важните от тях са:
- Многопрофилна болница за активно лечение „Света Петка“ АД

- Медицински център „Света Петка“ ЕООД
- Регионална здравна инспекция
- Районна здравноосигурителна каса
- Териториално поделение на НОИ
- „Водоснабдяване и канализация“ ЕООД
- Военно окръжие
- Гарнизонен военен клуб с хотел
- Областно звено „Охрана“
- Териториално звено ГРАО
- Областно пътно управление
- Областна дирекция „Земеделие“
- „Митническо бюро Видин“
- Дирекция „Инспекция по труда“
- Дирекция „Бюро по труда“
- Дирекция „Социално подпомагане“
- Регионална дирекция за социално подпомагане
- Териториално поделение „Български пощи“ ЕАД
- Регионално управление на образованието
- Офис на НАП към ТД на НАП – В. Търново
- Териториална дирекция на Държавния архив
- Служба по геодезия, картография и кадастър
- Областен отдел „Автомобилна администрация“
- Областна дирекция по безопасност на храните
- „Пристанище Видин“ ЕООД
- Поделение към Дирекция „Речен надзор – Лом“
- Офис „Рибарство и контрол“ към Сектор – Монтана
- Регионална дирекция „Пожарна безопасност и защита на населението“

- Областна Дирекция на МВР
- Районно управление на МВР
- Сектор „Пътна полиция“
- Гранично полицейско управление
- Териториална дирекция на ДАНС
- Окръжна и Районна прокуратура
- Окръжен съд и Районен съд
- Административен съд
- Териториален отдел на Комисията за противодействие на корупцията и за отнемане на незаконно придобитото имущество

## Култура

### Религии
Градът е център на Видинска епархия на БПЦ, оглавявана от митрополит Даниил Видински.

### Театър и музика
- Драматичен театър „Владимир Трандафилов“
- Държавен куклен театър
- Филхармония
- Ансамбъл за народни песни и танци „Дунав“

### Медии
- БТА
- БНР
- Радио „Видин“
- Радио „Фокус“
- Радио „Бъдин“
- Авторадио

### Музеи и мавзолеи
- Музей „Конака“
- Музей „Кръстата казарма“
- Крепост „Баба Вида“
- Художествена галерия „Никола Петров“
- Мавзолей на екзарх Антим I
- Тюрбе на Мустафа паша (в двора на болницата)

### Други културни учреждения
- Регионална библиотека „Михалаки Георгиев“
- Читалище „Цвят“
- Ларп клан „Бдин“[27]

## Редовни събития
- Видински панаир
- Фолклорен фестивал „Танци Край Дунав“
- Международен фестивал на влашката песен и танц
- Ежегоден фестивал на училищата от региона
- Ежегоден концерт на „Jazz състав Fame“
- Бдински национален некланов зимен ларп[27] (ежегодно от 2008 г.)
- Турнир по уличен баскетбол Streetball
- Рали „Вида“
- Раликрос Видин
- Мотосъбор на „North-West Motors“

## Забележителности

### Замък „Баба Вида“
Замъкът „Баба Вида“, намиращ се на брега на Дунав и опасан от ров с вода, е главната забележителност на града и единствената изцяло запазена средновековна крепост в България.
На мястото е имало бастион по времето на Римската империя като седалище на малък гарнизон с наблюдателна кула, около която постепенно се изгражда крепостта. По-късно местните управители я ползват за феодален замък.
Според Евлия Челеби крепостта е завладяна през 1390 г. по времето на султан Баязид I под предводителството на Евренос бей, който я разрушава до основи. Построена е отново през 1475 – 1476 г. по времето на султан Баязид II.
Крепостта музей „Баба Вида“ е сред Стоте национални туристически обекта на БТС. Работи в делнични дни от 8:30 до 17:00 ч. и в празнични дни от 9:30 до 17:00 ч.

### Видинска крепост
Като важен военен и административен град и столица на Бдинското царство на Иван Срацимир градът се разраства около замъка Баба Вида, а за защита на населението градът постепенно се укрепва. Изгражда се градската Видинска крепост между 1704 и 1735 г. Тя включва замъка Баба Вида (като цитадела) и 3 концентрични пояса укрепления около града:
- каменни крепостни стени, опасващи града откъм сушата (подсилени отвън от ров с вода) и реката;
- ров, пълен с вода от р. Дунав, с 13 порти (6 от тях край реката), наричани капии;
- земен вал (насип) отвъд днешния град, известен като Редута.

При обсадата на града по време на Сръбско-българската война от 1885 г. капитан Атанас Узунов, командващ Северния фронт, заповядва да се пусне вода от река Дунав в каналите на града. Така наводнява околностите му и Видин е обграден от вода като остров.
Запазени са повечето капии, северната половина от рова и само малка част от стените. Южната половина от рова е засипана и на негово място е създадена градина, отделяща стария град (наричан Калето) от новите градски части. Най-известна е Стамбо̀л капия, смятана за главната порта на Видинската крепост.

### Храмове
Видинската катедрала „Свети Димитър“ е втората по височина в България след софийската „Александър Невски“.
- Катедрала 
„Свети Димитър“
- Църква 
„Свети Пантелеймон“
- Църква „Света Петка“
- Църква „Св. Николай“
- Бдински манастир „Успение Богородично“[30]
- Католическа църква „Христос Спасител“ (в строеж)
- Видинска синагога
- Джамия с библиотека на Осман Пазвантоглу
- Мустафа паша джамия

### Паметници
- Паметник „Победен щурм“ (Бдинци)
- Паметник на Скърбящия воин на пл. „Съединение“ до гарата
- Паметник на загиналите в Сръбско-българската война от 3-ти бдински полк
- Паметник на Свободата (Монумент на антифашистката борба)
- Паметник на цар Симеон Велики
- Паметник на цар Иван Срацимир
- Паметник на Христо Ботев
- Паметник на Васил Левски
- Паметник на Любен Каравелов
- Сградата на Тома Лозанов (архитектурен паметник)
- Турска поща (архитектурен паметник)
- Скулптури на лисичките
- Паметник на преп. Софроний Врачански
- Паметник на Димитър Благоев
- Паметник на Боян Чонос
- Паметник-костница на Найчо Цанов
- Паметник на маршал Фьодор Толбухин
- Паметникът на ген. Кръстьо Маринов
- Мемориал на жертвите на комунизма
- Паметник на кап. л-т Кирил Минков
- Паметник на подпоручик Ангел Тодоров
- Монумент на загиналите във войните
- Паметник на Тодор Петров
- Паметник на Никола Петров
- Паметник на Крум Беков
- Паметник на Михалаки Георгиев
- Паметник на Йордан Радичков
- Паметник на лорд Байрон
- Паметник на Вълчо Вълчев
- Паметник на Коста Йорданов
- Паметник на Илия Дечев
- Паметник на първите видински вестникари
- Паметник на Жул Паскин
- Паметник на Хаим Пизанти
- Паметник на благодарността
- Паметник „8-и март“
- Мемориал на спортната слава
- Скулптура на майка с дете
- Статуя на Херкулес
- Статуя на плувеца
- Статуя на трите сестри[31]

## Спорт

### Спортни клубове
- ФК „Бдин“
- БК „Видабаскет“
- Кану-каяк клуб „Ванто“
- СКК „Стрела“
- СК „Самбо джудо борба“, Видин
- Спортен клуб по бокс „Global Sports Fight Club“
- Клуб по спортни танци „Видин 99“
- Волейболен клуб „Бдин-Вида“
- Кану-каяк клуб „Бдин 77“
- Карате клуб „Видин“
- СК по тенис на маса „Бдинци – 2000“
- Шахматен клуб „Найден Войнов“
- СК по лека атлетика „Атлет“
- Клуб по спортни танци „Аксел“
- Клуб по спортни танци „Елит“
- Клуб по културизъм „Бъдин“
- КГСГ „Вида спорт – 2001“
- АСК „Вида Моторспорт“
- стадион „Георги Бенковски“
- колодрум

## Личности

### Родени във Видин
- Младен Павлов (1848 – 1935) – национал-революционер, участник в Ботевата чета

- Тома Лозанов (1853 – 1952), строителен предприемач и търговец[33]
- Михалаки Георгиев (1854 – 1916) – писател
- Димитър Мишев (1856 – 1932) – учен, академик
- Найчо Цанов (1857 – 1923) – политик
- Стефан Илиев (1869 – 1917) – полковник, командир на 15-и пехотен ломски полк по време на Първата световна война
- Петко Тотев – български революционер от ВМОРО, четник на Никола Георгиев Топчията[34]
- Панайот Байчев или Бойчев – революционер, кумановски войвода на ВМОРО.
- Димитър Белоречки (03.12.1890 – ?), български революционер, деец и войвода на ВМРО (Иван Михайлов)[35]
- Стефан Младенов (1880 – 1963) – учен, академик
- Никола Петров (1881 – 1916) – художник, живописец
- Жул Паскин (1885 – 1930) – френски художник
- Кирил Минков (1888 – 1916) – флотски офицер, загинал през Първата световна война
- Александър Сталийски (1893 – 1945) – юрист, министър на правосъдието
- Асен Вапорджиев (1901 – 1987) – контрабасист
- Кирил Василев (1908 – 1987) – художник, живописец, автор на официалния портрет на цар Борис III.
- Пантелей Зарев (1911 – 1997) – литературен критик
- Боян Чонос (1921 – 1943) – партизанин
- Димитър Димитров (1932 – 2002) – учен, министър
- Вълчо Камарашев (1937 – 2020) – актьор
- Венелин Живков (1940) – учен, член-кореспондент
- Петър Чернев (1943 – 1992) – певец и композитор
- Йохан Давидов (1949) – математик, професор
- Димитър Костов (1957) – банкер, министър
- Даниел Боримиров (1970) – футболист
- Йордан Йончев-Гъмзата (1976) – тромпетист

### Починали във Видин
- Антим I (1816 – 1888) – български екзарх
- Ангел Куртелов (1887 – 1933) – революционер, офицер
- Боян Чонос (1921 – 1943) – партизанин

### Други личности
- Велко Петров (1780 – 1813) – български хайдутин (Хайдут Велко) – сръбски революционер
- Драган Цанков (1828 – 1911) – български политик
- Атанас Узунов (1857 – 1887) – български майор, комендант на Видин, почетен гражданин на Видин
- Петър Младенов (1936 – 2000) – председател на Държавния съвет и председател (президент) на България
- Радослав Гайдарски (1937) – български лекар, министър, почетен гражданин на Видин
- Андрей Пантев (1937) – български историк, академик и политик

## Други
На Видин са наречени улиците „Видин“ (Карта) и „Бдин“ (Карта) в София.